# 李彦平
李彦平（1963年7月—），女，汉族，河北威县人，无党派人士。中华人民共和国政治人物、第十三届全国人民代表大会河北地区代表。
2018年2月24日，当选为第十三届全国人大代表。